# Jorge Braz
Jorge Gomes Braz (Edmonton, 25 agosto 1972) è un allenatore di calcio a 5 ed ex calciatore portoghese, attuale commissario tecnico del Portogallo.

## Biografia
Nato in Canada da genitori portoghesi, si è trasferito in Portogallo all'età di 8 anni, stabilendosi a Sonim, paese d'origine della famiglia. Laureatosi in Educazione fisica all'Università di Porto nel 1997, in seguito ha conseguito un master in Scienze motorie con specializzazione in allenamento sportivo ad alte prestazioni.

## Palmarès

### Nazionale
- Campionato d'Europa: 2

Slovenia 2018, Paesi Bassi 2022
- Campionato mondiale: 1

Lituania 2021
- Futsal Finalissima: 1

Buenos Aires 2022

### Individuale
- Futsal Awards: 5

Miglior commissario tecnico di squadre maschili: 2018, 2019, 2020, 2021, 2022